# Sara Simeoni
Pour les articles homonymes, voir Simeoni.
Sara Simeoni, née le 19 avril 1953 à Rivoli Veronese, est une athlète italienne pratiquant le saut en hauteur. Elle a été championne olympique, championne d'Europe et détentrice du record du monde de cette spécialité.

## Hommage
Le 7 mai 2015, en présence du président du Comité olympique national italien (CONI), Giovanni Malagò, a été inauguré  le Walk of Fame du sport italien dans le parc olympique du Foro Italico de Rome, le long de Viale delle Olimpiadi. 100 tuiles rapportent chronologiquement les noms des athlètes les plus représentatifs de l'histoire du sport italien. Sur chaque tuile figure le nom du sportif, le sport dans lequel il s'est distingué et le symbole du CONI. L'une de ces tuiles lui est dédiée .

## Palmarès

### Jeux olympiques d'été
- Jeux olympiques d'été de 1972 à Munich ( Allemagne de l'Ouest)
  - 6e au saut en hauteur
- Jeux olympiques d'été de 1976 à Montréal ( Canada)
  -  Médaille d'argent au saut en hauteur
- Jeux olympiques d'été de 1980 à Moscou ( Union soviétique)
  -  Médaille d'or au saut en hauteur
- Jeux olympiques d'été de 1984 à Los Angeles ( États-Unis)
  -  Médaille d'argent au saut en hauteur

### Championnats d'Europe d'athlétisme
- Médaille d'or aux Championnats d'Europe d'athlétisme 1978
- Médaille de bronze aux Championnats d'Europe d'athlétisme 1974 de Rome
- Médaille de bronze aux Championnats d'Europe d'athlétisme 1982

En outre, l'athlète transalpine s'adjuge la médaille d'or aux Jeux méditerranéens de 1979 avec un bond de 1,98 m.

### Record du monde
- record du monde avec 2,01 m en 1978 à Brescia

## Distinctions
- Commandeur de l'Ordre du Mérite de la République italienne depuis le 11 septembre 1980